# U-Wei Haji Saari
U-Wei Haji Saari est un réalisateur malaisien. Son film The Arsonist est le premier film malaisien sélectionné au festival de Cannes.

## Filmographie
- 1993 : Perempuan, isteri dan jalang
- 1995 : Black Widow Wajah Ayu
- 1995 : The Arsonist (Kaki bakar)
- 1997 : Jogho
- 2004 : Buai laju-laju
- 2012 : Hanyut